# Фјумата (Ријети)
Фјумата је насеље у Италији у округу Ријети, региону Лацио.
Према процени из 2011. у насељу је живело 140 становника. Насеље се налази на надморској висини од 560 м.